# Heilgeiststraße 94 (Stralsund)

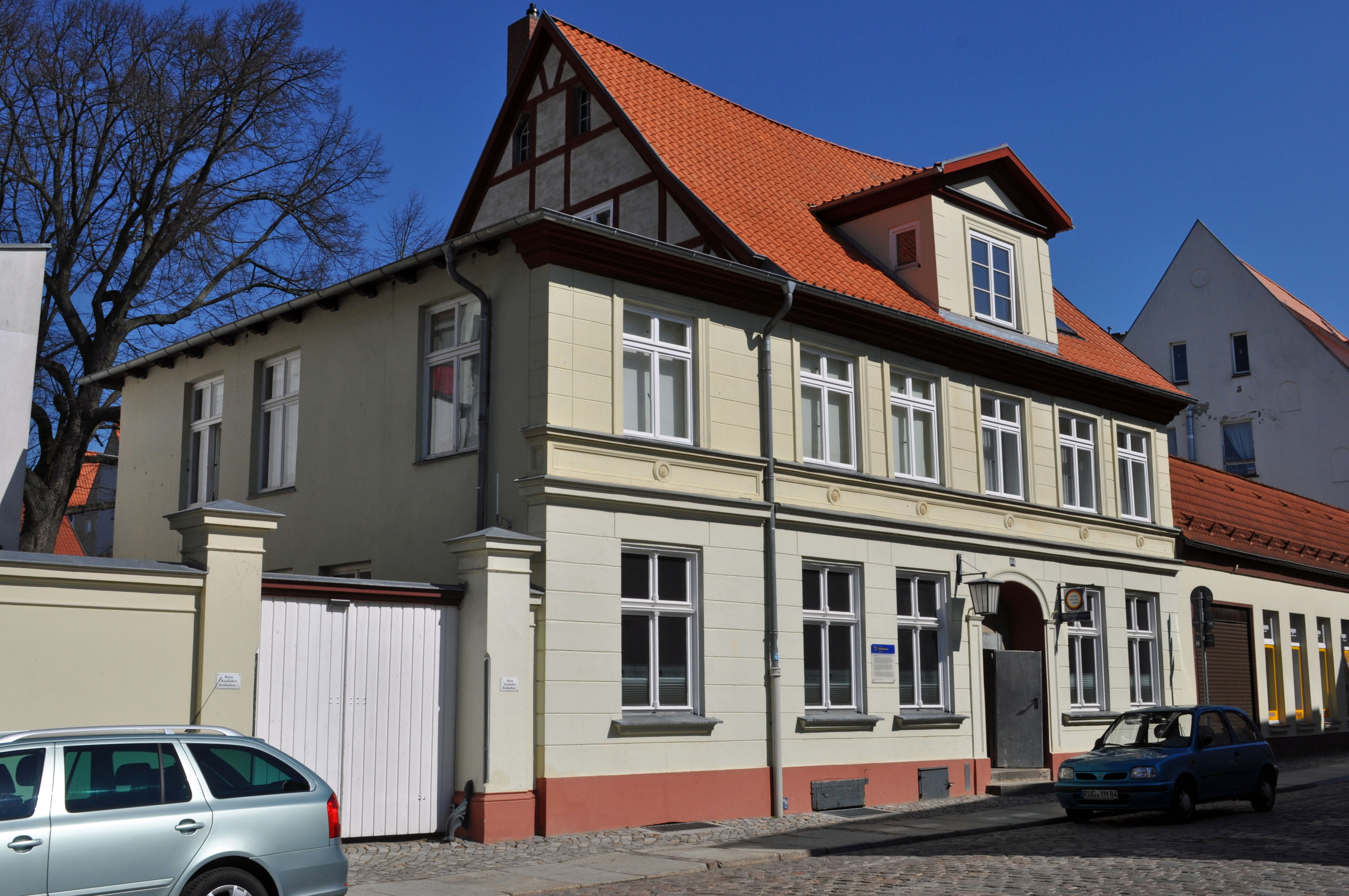
Das Haus Heilgeiststraße 94 in Stralsund (2012)

Das Gebäude mit der postalischen Adresse Heilgeiststraße 94 ist ein denkmalgeschütztes Bauwerk in der Heilgeiststraße in Stralsund.
Der zweigeschossige Putzbau mit Zwerchhaus wurde im Jahr 1747 errichtet. Die Fassade wurde im Jahr 1891 überarbeitet und dabei mit Nutung und einem breiten Gesimsband mit Rosetten gestaltet. An das ursprünglich fünfachsige Gebäude wurde bei der Neugestaltung eine Achse im Westen angefügt.
In der breiten, korbbogig gestalteten Portalnische ist eine barock gestaltete, zweiflügelige Haustür mit Rautengliederung und Schnitzornamentik eingelassen.
Das Haus liegt im Kerngebiet des von der UNESCO als Weltkulturerbe anerkannten Stadtgebietes des Kulturgutes „Historische Altstädte Stralsund und Wismar“. In die Liste der Baudenkmale in Stralsund ist es mit der Nr. 349 eingetragen.
Im Haus wuchs Ursel Grohn auf.